# Сигова, Мария Викторовна
Мария Викторовна Сигова (род. 21 июня 1981, Ленинград) — российский учёный, доктор экономических наук, профессор. Директор физтех-школы бизнеса высоких технологий. С марта 2023 года — ректор Московской высшей школы социальных и экономических наук (Шанинки) (сменила уволенного Сергея Зуева). В 2019 году избрана депутатом муниципального совета «Дворцовый округ» в Санкт-Петербурге от партии «Единая Россия».

## Образование
В 2003 году с отличием окончила Санкт-Петербургский государственный университет экономики и финансов по специальности «Национальная экономика»; в 2005 — защитила кандидатскую диссертацию на тему «Консалтинговые услуги в механизме обеспечения экономической безопасности бизнеса» и получила учёную степень кандидата экономических наук. Кандидатская диссертация фигурирует в расследовании «Новой газеты» «Диссертации-оборотни в библиотеке с привидениями»: текста диссертации обнаружить не удалось.
В 2009 году защитила докторскую диссертацию на тему «Консалтинговые услуги в стратегии обеспечения национальной экономической безопасности» и получила степень доктора экономических наук. По мнению «Диссернета», докторская диссертация также списана: заимствования без кавычек и ссылок нашлись более чем на 70 из 269 страниц содержательной части; некоторые даты фальсифицированы.
В 2012 году получила звание доцента; с 2015 — профессор.

## Профессиональный опыт
В 2002 году руководила проектами в коммерческих компаниях ООО «Балт-Шельф» и УК «Базовый элемент». В 2005 работала ведущим экономистом аналитического отдела в ОАО «Ленэнерго». 2006—2010 занимала должность финансового директора в нескольких внешнеэкономических компаниях в Санкт-Петербурге.
В 2006—2012 годах — доцент кафедры Санкт-Петербургского государственного инженерно-экономического университета; выполняла обязанности помощника проректора по науке и инновациям Санкт-Петербургского государственного экономического университета. С 2013 — проректор по научно-исследовательской работе Международного банковского института.
2014 — ректор Международного банковского института имени Анатолия Собчака. В 2017—2019 годах — директор института финансовых кибертехнологий (ИТМО.Финтех), Университет ИТМО.

## Экспертная деятельность
- Член Совета директоров Европейской ассоциации обучения в области банковских и финансовых услуг (EBTN).
- Член Совета директоров и член научного комитета Европейской некоммерческой ассоциации «Центр европейских исследований и обучения. Бизнес будущего» (CRESfb).
- Куратор рабочей группы «Образование и просветительская работа» Экспертного совета по цифровой экономике и блокчейн-технологиям при Комитете по экономической политике, промышленности, инновационному развитию и предпринимательству Государственной Думы РФ.

## Научная деятельность
- С 2016 года председатель объединённого совета Д 999.076.02 по защите диссертаций на соискание учёной степени кандидата наук, на соискание учёной степени доктора наук, созданного на базе АНО ВО «МБИ имени Анатолия Собчака» и ФГБОУ ВО ПГУПС[10][11].
- Главный редактор научного журнала «Учёные записки Международного банковского института».
- Председатель редакционной коллегии журнала «Научное мнение. Экономические, юридические и социологические науки» по экономическим, юридическим и социологическим наукам.
- Автор и соавтор более 110 научных, учебных и учебно-методических работ.
- Член научного коллектива проекта «Интеллектуальные технологии больших данных для поддержки принятия решений в финансовой сфере на основе предсказательного моделирования», грант РНФ.